# یواس‌اس دیوی (وای‌اف‌دی-۱)
یواس‌اس دیوی (وای‌اف‌دی-۱) (به انگلیسی: USS Dewey (YFD-1)) یک کشتی است که طول آن ۵۰۱ فوت ۹ اینچ (۱۵۲٫۹۳ متر) می‌باشد. این کشتی در سال ۱۹۰۵ ساخته شد.